# دژو لوبر
دژو لوبر (مجاری: Dezső Lauber; ۲۳ مهٔ ۱۸۷۹ – ۵ سپتامبر ۱۹۶۶) تنیس‌باز و معمار اهل مجارستان بود.
از افتخارات وی میتوان به کسب مدال نقره معماری در بخش مسابقات هنری بازی‌های المپیک تابستانی ۱۹۲۸ اشاره کرد.